# Herman Hollanders
Herman Hollanders (Breda, ca. 1595 - ca. 1640) was een 17e-eeuwse Nederlands componist.

## Levensgeschiedenis
Herman Hollanders was gehuwd met Clara Joosten. Hij kreeg met haar zeven kinderen, allen gedoopt in Breda. Hij was vicarius van het Eindhovens kapittel en schoolmeester en organist van de Catharinakerk in Eindhoven van 1618 tot 1623. Hij heeft ook in het Belgische Ekeren als organist  gewerkt en was meester zangleraar organist van de Onze-Lieve-Vrouwekerk in Breda tussen 1628 en 1637. In het katholieke Breda wordt de protestantse godsdienst dominant bij de derde verovering van Breda op de Spanjaarden door Frederik Hendrik  tijdens de Tachtigjarige Oorlog. Vele klerken en burgers vluchten naar de zuidelijke Nederlanden. Waarschijnlijk is Hollanders met zijn gezin gevlucht. Van na die tijd zijn er van hem geen gegevens meer bekend.

## Werk
Van Hollanders zijn twee bundels muziek bewaard gebleven. De originele bundels liggen in de bibliotheek van het Collegium Augustinianum Gaesdonck, voorbij Boxmeer, net over de Duitse grens. Deze bevatten ongeveer 50 werken, waarvan een gedeelte niet compleet.
- Een bundel heet ’Parnassus ecclesiasticus’ (1631), dit bevat werken voor een tot vier stemmen met basso continuo en twee achtstemmige stukken voor vier stemmen en vier strijkers met basso continuo.
- De andere heet  ’Jubilus filiorum Dei’ (1634) en bevat acht solomotetten voor tenor en verder een aantal incomplete werken.

Zijn werken zijn, mede doordat hij als katholiek componist in de Noordelijke Nederlanden werkte, alleen in zijn directe omgeving bekend.

## Kenmerken van zijn muziek
Met de komst van het calvinisme wordt steeds minder gebruikgemaakt van meerstemmige muziek. Dit is in de katholieke dienst anders: de meerstemmige muziek blijft daar klinken. 
De muziek van Hollanders is sober, met een evenwichtige structuur en heldere melodielijnen.
Door versieringen lijkt deze muziek opgewekt te klinken. Hollanders staat tussen de meerstemmige stile antico en de stile concertato in, welke laatste hij als een van de eersten in Nederland gebruikt. Later wordt dit voorbeeld gevolgd door onder andere Carel Hacquart, Jan Baptist Verrijt en Benedictus Buns. Hij stond onder invloed van Italiaanse tijdgenoten, zoals Ludovico da Viadana.